# 石川達夫
石川 達夫（いしかわ たつお、1956年3月 - ）は、日本のスラヴ文学研究者。専門はスラヴ・中欧文化、とくにチェコの文学・思想。専修大学国際コミュニケーション学部教授。神戸大学名誉教授。

## 経歴
1958年、東京都生まれ。1978年東京大学文学部（ロシア語ロシア文学専攻）卒業。卒業後は同大学大学院に進み、チェコのカレル大学に留学。1988年、東京大学大学院人文科学研究科（ロシア語ロシア文学専攻）博士課程を単位取得満期退学。2010年、論文「チェコ民族再生運動研究」にて東京大学から博士（文学）（論文博士）の学位を取得。
1989年より広島大学総合科学部専任講師、助教授（1997年8月まで）。1997年9月から2012年3月まで、神戸大学大学院国際文化学研究科助教授、教授。その後専修大学文学部教授を経て、現職。

## 受賞・栄典
- 1995年：『マサリクとチェコの精神』で第17回サントリー学芸賞（思想・歴史部門）を受賞。
- 1995年：『マサリクとチェコの精神』で第4回木村彰一賞を受賞。

## 著書

### 単著
- 『チェコ語初級』大学書林、1992年。ISBN　978-4-475-01799-2
- 『マサリクとチェコの精神：アイデンティティと自律性を求めて』成文社、1995年。ISBN　978-4-915730-10-8
- 『チェコ語中級』大学書林、1996年。ISBN　978-4-475-01823-4
- 『黄金のプラハ：幻想と現実の錬金術』平凡社〈平凡社選書〉、2000年。ISBN　978-4-582-84205-0
- 『プラハ歴史散策：黄金の劇場都市』講談社+α新書、2004年。ISBN　978-4-06-272237-7
- 『チェコ民族再生運動：多様性の擁護、あるいは小民族の存在論』岩波書店、2010年。ISBN　978-4-00-023861-8
- 『プラハのバロック：受難と復活のドラマ』みすず書房、2015年。ISBN　978-4-622-07896-8
- 『チェコ・ゴシックの輝き：ペストの闇から生まれた中世の光』成文社、2021年。ISBN　978-4-86520-056-0

### 共著
- （カレル・フィアラ）『チェコ語：中・東欧のことばをはじめましょう（CD入り）』朝日出版社、2001年。ISBN　978-4-255-00089-3

### 編著
- 『チェコ語日本語辞典：チェコ語の宝・コメンスキーの追憶に』[6]全3巻、成文社、2019年。第1巻：ISBN　978-4-86520-034-8 / 第2巻：ISBN　978-4-86520-035-5 / 第3巻：ISBN　978-4-86520-036-2
  - 『チェコ語日本語辞典・別巻：日本語チェコ語語彙集』[注釈 1]成文社、2019年。別巻1：ISBN　978-4-86520-038-6 / 別巻2：ISBN　978-4-86520-039-3
- 『ロシア・東欧の抵抗精神：抑圧・弾圧の中での言葉と文化』成文社、2023年[注釈 2]。ISBN　978-4-86520-065-2

### 訳書
- ヴァーツラフ・ハヴェル『反政治のすすめ』（飯島周監訳、関根日出男共訳[7]）恒文社、1991年。ISBN 978-4-7704-0732-0
- カレル・チャペック『マサリクとの対話：哲人大統領の生涯と思想』成文社、1993年。ISBN　978-4-915730-03-0
- カレル・チャベック『チャペック小説選集（1）受難像』成文社、1995年。ISBN　978-4-915730-13-9
- カレル・チャベック『チャペック小説選集（2）苦悩に満ちた物語』成文社、1996年。ISBN　978-4-915730-17-7
- カレル・チャベック『チャペック小説選集（6）外典』成文社、1997年。ISBN　978-4-915730-22-1
- カレル・チャペック『チャペックの犬と猫のお話』河出書房新社、1996年。 / 河出文庫、1998年。ISBN　978-4-309-46188-5
- T・G・マサリク『ロシアとヨーロッパ：ロシアにおける精神潮流の研究』全3巻（長與進共訳）成文社。
  - 第1巻、2002年。ISBN　978-4-915730-34-4 / 第2巻、2004年。ISBN　978-4-915730-35-1 / 第3巻、2005年。ISBN　978-4-915730-36-8
- ヤン・パトチカ『歴史哲学についての異端的論考』みすず書房、2007年。ISBN　978-4-622-07326-0
- ボフミル・フラバル『あまりにも騒がしい孤独』松籟社〈東欧の想像力〉、2007年。ISBN　978-4-87984-257-2
- ヨゼフ・シュクヴォレツキー（英語版）『二つの伝説』（平野清美共訳）松籟社〈東欧の想像力〉、2010年。ISBN　978-4-87984-288-6
- ヨゼフ・クロウトヴォル（チェコ語版）『中欧の詩学：歴史の困難』法政大学出版局〈叢書・ウニベルシタス〉、2015年。ISBN　978-4-588-01031-6
- ボフミル・フラバル『十一月の嵐』松籟社〈フラバル・コレクション〉、2022年。ISBN　978-4-87984-431-6